# Армавир (футбольный клуб, Россия)
«Армави́р» — российский футбольный клуб из Армавира. Основан 15 сентября 1959 года.
Лучшее достижение в первенстве СССР — 5-е место в 4-й зоне РСФСР класса «Б» в 1961 г.; в первенстве России — 12-е место в Первенстве ФНЛ в сезоне 2019/20. 15 апреля 2020 был вынужден сняться с Первенства ФНЛ, ввиду невозможности выполнения всех условий лицензирования на сезон 2020/21.

## История
Футбольная команда «Торпедо» была создана на базе команды Новокубанского зерносовхоза 15 сентября 1959 года. С 1960 года клуб в течение 10 лет выступал в первенстве СССР в классе «Б».
Первый футбольный матч прошёл в Армавире 2 мая 1960 года. В своём дебютном матче «Торпедо» со счётом 3:2 обыграло «Ростсельмаш». Торпедовцы выступали в следующем составе: Затикян, Варламов, Зейналов, Сероштан, Айрапетов, Баталин, Черкашин, Пацхверия, Шадчин, Паспелов, Шинкарёв.
После окончания сезона 1969 года команда «Торпедо» была расформирована. По официальным данным, команда прекратила существование из-за отсутствия средств и снижения спортивных показателей. Лишь только спустя 21 год армавирское «Торпедо» снова стало выступать в первенстве страны. В 1990 году «Торпедо» начало выступать во второй низшей лиге Первенства СССР. В дебютном сезоне армавирцы заняли 13-е место. В 1992—1993 годах армавирцы играли во второй лиге Первенства России.
После реорганизации чемпионата страны с 1994 года команда выступала в Первенстве России в третьей лиге, с 1996 года по 1998 год — во второй лиге. Заняв последнее место в турнирной таблице, торпедовцы покинули профессиональный футбол на целое десятилетие.
Новый взлет команды начался в 2008 году. В этом сезоне торпедовцы сумели выиграть три кубка и завоевать путевку во второй дивизион Первенства России. Сначала была одержана победа в предсезонном краевом турнире «Подснежник», затем, в августе 2008, армавирцы стали обладателями Кубка Южного Федерального Округа по футболу. В сентябре «Торпедо» одержало главную победу в сезоне, выиграв Кубок России по футболу среди любительских команд. Неплохо играла команда и в чемпионате края, но в жесточайшей конкуренции, а за первое место боролось 8 команд. Торпедовцы, выступая на трёх фронтах, сумели занять лишь седьмое место. В том же сезоне им удалось дойти до полуфинала Кубка Краснодарского края. За выход в финал они уступили будущему обладателю Кубка и чемпиону края краснодарскому «Динамо».
В сезоне-2009 клуб был принят в зону «Юг» Второго дивизиона ПФЛ. По итогам сезона торпедовцы заняли 4 место — весьма неплохой результат для команды, долгое время не принимавшей участия в профессиональных соревнованиях по футболу.
В начале сезона-2010 в команде произошли значительные изменения: состав изменился примерно на 70 процентов (ушли 14 футболистов), сменились люди в администрации и тренерском штабе команды, но главный тренер остался. Чёрно-белые выступили достойно, заняв по итогам сезона второе место в своей зоне, уступив лишь новороссийскому «Черноморцу». При этом команда пропустила всего 15 мячей — лучший показатель среди всех команд ПФЛ; торпедовцы по количеству набранных очков были вторыми после «Черноморца» среди всех клубов дивизиона; армавирцы заняли вторую строчку в графе поражений (их всего три), на первом месте оказался «Газовик» из Оренбурга (два поражения). За весь сезон команда сыграла 21 матч на ноль.
К началу сезона 2011/12 в команде из прошлогоднего состава остались 7 футболистов, появилось много новых игроков из разных клубов. Сменилось и руководство клуба. По результатам сезона «Торпедо» заняло второе место в турнирной таблице зоны «Юг», повторив достижение прошлого года.
В сезоне 2014/15 впервые в своей истории «Торпедо» заняло первое место в зоне «Юг» Первенства ПФЛ, завоевав таким образом право на выход в ФНЛ, однако вскоре появилась информация, что команда будет расформирована, а на её базе создадут «Кубань-2», которая останется в ПФЛ. Затем 27 июня 2015 в клубе заявили о том, что «Торпедо» сохранит историческое название и готово выступать в ФНЛ. 30 июня 2015 клуб получил разрешение на прохождение внештатного лицензирования для участия в ФНЛ в сезоне 2015/16.

Предыдущая эмблема клуба.

Главным инвестором «Торпедо» перед самым началом нового сезона 2015/16 стал украинский мультимиллионер армянского происхождения и уроженец Армавира Олег Мкртчан. Мкртчан известен как один из основных инвесторов краснодарской «Кубани», на момент прихода в «Торпедо» он также являлся председателем совета директоров «Кубани». Главным тренером за несколько дней до начала сезона 2015/16 был назначен бывший футболист сборной России Валерий Карпин, известный по работе в качестве главного тренера московского «Спартака» и испанской «Мальорки». Непосредственно перед началом сезона 11 июля 2015 года была приобретена целая группа футболистов армянского клуба «Улисс» (по словам Карпина всего в составе «Торпедо» будет 10 игроков «Улисса»), которые ещё накануне выступали в квалификационных матчах Лиги Европы УЕФА (на сайте «Улисса» была размещена новость, что после вылета из Лиги Европы УЕФА команду покидают почти все футболисты основного состава). Президентом «Торпедо» стал Валерий Оганесян, который одновременно является владельцем (главным акционером) «Улисса», а Сурен Мкртчян, с 2008 по 2013 год работавший генеральным директором «Кубани», стал генеральным директором «Торпедо». По итогам сезона 2015/16 «Торпедо» вылетело из ФНЛ.
9 июня 2016 «Торпедо» было переименовано в «Армавир». 4 июля 2016 представил новый логотип. В сезон 2016/17 ФК «Армавир» входил с задачей и полной готовностью занять первое место и вернуть себе право выступать в ФНЛ, однако сделать этого не удалось. По итогам турнира «лисы» стали третьими, уступив по дополнительным показателям «Афипсу», занявшему второе место и «Ротору», завоевавшему путёвку в ФНЛ. В сезоне 2017/18 армавирцам в тяжёлой борьбе с клубом «Афипс», которая длилась вплоть до последних секунд матчей заключительного тура, удалось завоевать «золото» первенства ПФЛ, а вместе с ним и путёвку в ФНЛ.
«Армавир» в сезоне 2018/19 смог закрепиться в ФНЛ, заняв 15 место. В следующем сезоне после 27 матчей клуб занимал 12-е место в турнирной таблице, но был вынужден сняться с Первенства ФНЛ, ввиду невозможности выполнения всех условий лицензирования на сезон 2020/21, в частности, в связи со сложностями в отношении аттестации молодёжной академии и непредсказуемой ситуацией в части продолжения турнира из-за его приостановки. Официально о снятии клуба с розыгрыша было объявлено 15 апреля 2020 года. 29 июня того же года стало известно, что ФК «Армавир» не прошёл лицензирование для выступления в Первенстве ПФЛ сезона 2020/21 и находится в стадии поиска инвестора для участия в любительских соревнованиях Краснодарского края.
1 июля 2022 года главным тренером клуба был назначен Алексей Жданов, а его ассистентом — Николай Олеников.
3 июня 2023 года клуб успешно прошёл процедуру лицензирования в Дивизион Б 2 лиги.

## Цвета клуба
| Оранжевый | Белый | Фиолетовый |

## Достижения
- Победитель зоны «Юг» Первенства ПФЛ (2): 2014/15, 2017/18
- Победитель Кубка ЮФО среди любительских команд: 2008
- Победитель Кубка России среди ЛФК: 2008[19]

## Статистика выступлений

### В чемпионатах СССР
| Сезон | Лига                                | Уровень лиги | Место |
| ----- | ----------------------------------- | ------------ | ----- |
| 1960  | Класс «Б», РСФСР, зона 4            | 2            | 7     |
| 1961  | Класс «Б», РСФСР, зона 4            | 2            | 5     |
| 1962  | Класс «Б», РСФСР, зона 3            | 2            | 12    |
| 1963  | Класс «Б», РСФСР, зона 3            | 3            | 3     |
| 1964  | Класс «Б», РСФСР, зона 3            | 3            | 7     |
| 1965  | Класс «Б», РСФСР, зона 3            | 3            | 2     |
| 1965  | Класс «Б», РСФСР, Полуфинал Армавир | 3            | 2     |
| 1966  | Класс «Б», РСФСР, зона 3            | 3            | 8     |
| 1967  | Класс «Б», РСФСР, зона 3            | 3            | 13    |
| 1968  | Класс «Б», РСФСР, зона 3            | 3            | 11    |
| 1969  | Класс «Б», РСФСР, зона 4            | 3            | 14    |
| 1990  | Вторая низшая лига, зона 4          | 4            | 13    |
| 1991  | Вторая низшая лига, зона 4          | 4            | 16    |

### В кубках СССР
| Сезон   | Стадия | Примечания                |
| ------- | ------ | ------------------------- |
| 1961    | 1/16   | Кубок СССР, РСФСР, зона 4 |
| 1962    | 1/256  | Кубок СССР, РСФСР, зона 3 |
| 1963    | 1/1024 | Кубок СССР, РСФСР, зона 3 |
| 1964    | 1/256  | Кубок СССР, РСФСР, зона 4 |
| 1965/66 | 1/1024 | Кубок СССР, РСФСР, зона 3 |
| 1966/67 | 1/1024 | Кубок СССР, РСФСР, зона 3 |
| 1967/68 | 1/1024 | Кубок СССР, РСФСР, зона 3 |
| 1968/69 | 1/4    | Кубок СССР, РСФСР, зона 3 |

### В чемпионатах России
| Сезон   | Лига                       | Уровень лиги | Место | Примечания            |
| ------- | -------------------------- | ------------ | ----- | --------------------- |
| 1992    | Вторая лига, зона 1        | 3            | 9     |                       |
| 1993    | Вторая лига, зона 2        | 3            | 9     | Вылет в третью лигу   |
| 1994    | Третья лига, зона 1        | 4            | 11    |                       |
| 1995    | Третья лига, зона 1        | 4            | 4     | Выход во вторую лигу  |
| 1996    | Вторая лига, зона «Запад»  | 3            | 16    |                       |
| 1997    | Вторая лига, зона «Запад»  | 3            | 19    |                       |
| 1998    | Второй дивизион, зона «Юг» | 3            | 21    |                       |
| 2009    | Второй дивизион, зона «Юг» | 3            | 4     |                       |
| 2010    | Второй дивизион, зона «Юг» | 3            | 2     |                       |
| 2011/12 | Второй дивизион, зона «Юг» | 3            | 2     |                       |
| 2012/13 | Второй дивизион, зона «Юг» | 3            | 3     |                       |
| 2013/14 | Первенство ПФЛ, зона «Юг»  | 3            | 10    |                       |
| 2014/15 | Первенство ПФЛ, зона «Юг»  | 3            | 1     | Выход в ФНЛ           |
| 2015/16 | Первенство ФНЛ             | 2            | 18    | Вылет в ПФЛ           |
| 2016/17 | Первенство ПФЛ, зона «Юг»  | 3            | 3     |                       |
| 2017/18 | Первенство ПФЛ, зона «Юг»  | 3            | 1     | Выход в ФНЛ           |
| 2018/19 | Первенство ФНЛ             | 2            | 15    |                       |
| 2019/20 | Первенство ФНЛ             | 2            | 12    | Снялся по ходу сезона |

### В кубках России
| Сезон   | Стадия |
| ------- | ------ |
| 1992/93 | 1/128  |
| 1993/94 | 1/64   |
| 1994/95 | 1/256  |
| 1995/96 | 1/256  |
| 1996/97 | 1/128  |
| 1997/98 | 1/64   |
| 1998/99 | 1/128  |
| 2009/10 | 1/256  |
| 2010/11 | 1/32   |
| 2011/12 | 1/32   |
| 2012/13 | 1/16   |
| 2013/14 | 1/32   |
| 2014/15 | 1/128  |
| 2015/16 | 1/16   |
| 2016/17 | 1/128  |
| 2017/18 | 1/32   |
| 2018/19 | 1/32   |
| 2019/20 | 1/32   |